# Reap the Wild Wind
Reap the Wild Wind és una pel·lícula estatunidenca dirigida per Cecil B. DeMille, estrenada el 1942.

## Argument
A mitjan segle xix, només els grans velers tenen la possibilitat, abans de l'arribada del ferrocarril, d'assegurar la relació entre el Nord-est dels Estats Units i la vall de Mississippi. Però cal tenir en compte els esculls de Florida, on s'embarranquen els vaixells.

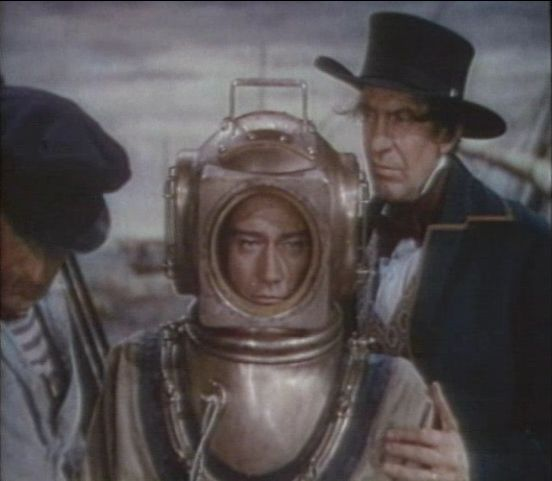
John Wayne i Raymond Massey

## Repartiment
- Paulette Goddard: Loxi Claiborne
- Ray Milland: M. Stephen 'Steve' Tolliver
- John Wayne: Capità Jack Stuart
- Raymond Massey: King Cutler
- Robert Preston: Dan Cutler
- Susan Hayward: Drusilla Alston
- Lynne Overman: Capità Phillip 'Phil' Philpott
- Charles Bickford: Bully Brown
- Walter Hampden: Comodor Devereaux
- Louise Beavers: Maum Maria
- Martha O'Driscoll: Ivy Devereaux
- Elisabeth Risdon: Sra. Claiborne
- Hedda Hopper: tia Henrietta Beresford
- Victor Kilian: Mathias Widgeon
- Oscar Polk: Salt Meat
- Janet Beecher: Mrs. Mottram
- Victor Varconi: Lubbock
- J. Farrell MacDonald: El capità del port

I, entre els actors que no surten als crèdits :
- Gertrude Astor: convidada al ball
- Monte Blue: Un Oficial
- Julia Faye: Charleston Lady
- James Flavin: El pare de la noia
- Mildred Harris: Ballarina
- Raymond Hatton: Master Shipwright

## Premis i nominacions

### Premis
- 1943. Oscar als millors efectes visuals per Farciot Edouart (fotografia), Gordon Jennings (fotografia), William L. Pereira (fotografia), Louis Mesenkop (so)

### Nominacions
- 1943. Oscar a la millor fotografia per Victor Milner i William V. Skall
- 1943. Oscar a la millor direcció artística per Hans Dreier, Roland Anderson i George Sawley